# Larry Weinstein
Larry Weinstein (nascut el 1956) és un director de cinema canadenc de documentals teatrals i de televisió, pel·lícules d'actuació i drames. La majoria de les seves pel·lícules se centren en temes musicals i la representació del procés creatiu, mentre que els seus altres temes van des dels horrors de la guerra fins als plaers del futbol.

## Biografia
Weinstein va començar a fer pel·lícules quan era adolescent mentre assistia a l'Earl Haig Secondary School. Va assistir a l'escola de cinema de la Universitat de York. Això va portar a formar equip amb Barbara Willis Sweete i Niv Fichman per cofundar Rhombus Media el 1979.
El debut com a director de Weinstein es va produir el 1984 amb Making Overtures: The Story of a Community Orchestra, que va ser nominada a un Premi Oscar al Millor curtmetratge documental i va guanyar el primer Premi Gemini al millor documental al Canadà. Més conegut per projectes de música clàssica com Ravel's Brain, Beethoven's Hair i Mozartballs, Weinstein va fer 36 pel·lícules que han obtingut desenes de premis d'arreu del món, inclosos tres premis Emmy internacionals (i diverses altres nominacions als Emmy) i 12 premis gemini o Canadian Screen, així com importants premis al Canadà, els Estats Units, França, La República Txeca, Mèxic i Austràlia.
Les seves pel·lícules s'han emès a més de 40 països i ha estat objecte de moltes retrospectives cinematogràfiques internacionals, com ara les del Hot Docs Canadian International Documentary Festival, el Festival Internacional de Cinema de Jakarta a Indonèsia, Doc Aviv a Israel, MOFFOM (Música sobre pel·lícula-pel·lícula sobre música) a la República Txeca, The Look of Sound a Alemanya, Impara L'Arte a Itàlia, el Festival de Cinema de l'Havana a Cuba i un recent homenatge al TIFF Bell Lightbox a Toronto. York University awarded him an honorary doctorate.
El 2015, Weinstein va fundar Larry Weinstein Productions i la seva empresa de distribució, Dead Cow International. El documental de Weinstein del 2016 The Devil's Horn es va estrenar a l'Hot Docs Ted Rogers Cinema. La seva altra pel·lícula del 2016, Leslie Caron: The Reluctant Star, un documental sobre Leslie Caron, es va estrenar al TIFF Bell Lightbox.
La seva pel·lícula Propaganda: The Art of Selling Lies es va estrenar al Festival Internacional de Documentals del Canadà Hot Docs el 2019.
Weinstein va guanyar el Canadian Screen Award a la millor direcció en un programa documental als 7ns Premis Canadian Screen per Dreaming of a Jewish Christmas.
La seva filla, Ali Weinstein, també és cineasta, que el 2024 va dirigir Your Tomorrow.

## Filmografia
- Making Overtures: The Story of a Community Orchestra (1984)
- All That Bach (1985)
- Eternal Earth (1987)
- Ravel (1987)
- For The Whales (1989)
- The Radical Romantic: John Weinzweig (1990)
- Nights in The Gardens of Spain (1990)
- When The Fire Burns: The Life and Music of Manuel de Falla (1991)
- My War Years: Arnold Schoenberg (1992)
- Concierto de Aranjuez (1993)
- Shadows and Light: Joaquin Rodrigo at 90 (1993)
- September Songs: The Music of Kurt Weill (1994)
- Solidarity Song: The Hanns Eisler Story (1995)
- The War Symphonies: Shostakovich Against Stalin (1997)
- Hong Kong Symphony: Heaven-Earth-Mankind (1997)
- Ravel's Brain (2001)
- Andrea Bocelli: Tuscan Skies (2001)
- Toothpaste (2002)
- Stormy Weather: The Music of Harold Arlen (2002)
- Beethoven's Hair (2005)
- Burnt Toast (2005)
- Mozartballs (2006)
- Toscanini: In His Own Words (2009)
- Inside Hana's Suitcase (2009)
- Mulroney: The Opera (2011)
- God's Wrath (2011)
- The 13th Man (2012)
- Our Man in Tehran (2013)
- Clara's Big Ride (2015)
- The Devil's Horn (2016, sobre Adolphe Sax i Giuseppi Logan)
- Leslie Caron: The Reluctant Star (2016)
- Dreaming of a Jewish Christmas (2017)
- The Impossible Swim (2019)
- Propaganda: The Art of Selling Lies (2019)
- Beethoven's Nine: Ode to Humanity (2024)